# Aspettative adattive
Le aspettative adattive sono un metodo di formazione delle opinioni concernenti un evento futuro.
Gli individui hanno delle opinioni sui valori futuri delle principali variabili economiche (per esempio il tasso di inflazione o il prezzo del grano). Queste aspettative esercitano un ruolo importante sui fenomeni economici. La formazione di queste aspettative è sovente il risultato di esperienze e di errori passati.
Il caso più semplice è l’anticipazione statica. Si suppone che nel futuro si ritrova il medesimo valore di oggi (medesimo tasso di inflazione per esempio). Un modello più generale è quello delle aspettative adattive.

## Il modello
Sia {\displaystyle p_{t}^{a}} il prezzo atteso al periodo t. Le aspettative adattive suppongono che una parte dell'errore della previsione sia corretto nel periodo successivo:
{\displaystyle p_{t+1}^{a}-p_{t}^{a}=\beta (p_{t}-p_{t}^{a})}
dove {\displaystyle 0<\beta \leq 1} è il fattore di correzione. Se {\displaystyle \beta =1} si ottiene l'aspettativa statica. Il modello elementare della ragnatela (cobweb in inglese) utilizza questa ipotesi: il prezzo previsto dei suini è il prezzo attuale. Si può anche scrivere:
{\displaystyle p_{t+1}^{a}=(1-\beta )p_{t}^{a}+\beta p_{t}}
Il prezzo atteso al periodo t+1 è la media ponderata del prezzo atteso e del prezzo effettivo nel periodo t.
Si può fare il medesimo ragionamento per il prezzo previsto al periodo t e così di seguito. Sostituendo questi valori si ottiene:
{\displaystyle p_{t+1}^{a}=\beta \sum _{i=0}^{\infty }(1-\beta )^{i}p_{t-i}}
Se {\displaystyle \beta =0.5} si trova:
{\displaystyle p_{t+1}^{a}={\frac {1}{2}}p_{t}+{\frac {1}{4}}p_{t-1}+{\frac {1}{8}}p_{t-2}+{\frac {1}{16}}p_{t-3}+\ldots }
Si tratta di una media mobile con dei pesi geometrici.

## Le critiche
Le aspettative adattive si basano esclusivamente sull'evoluzione dei prezzi nel passato e non tengono conto di tutta l'informazione disponibile per prevedere i prezzi. Nel caso di variazioni stagionali, le aspettative adattive danno delle stime distorte (con bias). Se il prezzo dell'insalata è di 2 € in inverno e di 1 € in estate, le aspettative adattive danno a lungo termine un valore di 1.33 € in inverno e 1.667 € in estate.
Nei periodi con tassi d'inflazione crescenti le aspettative adattive sottostimano sempre i tassi effettivi di inflazione.
Se gli individui conoscessero il processo stocastico come nel modello delle aspettative razionali allora i valori stimati non sarebbero distorti. Supponiamo che il processo stocastico sia:
{\displaystyle p_{t}={\begin{cases}1&{\mbox{per}}\quad t\leq 1\\2&{\mbox{per}}\quad t\geq 2\end{cases}}}
Se {\displaystyle \beta =0.5} si ottengono le aspettative adattive seguenti:
{\displaystyle p_{1}^{a}=1\quad ,\quad p_{2}^{a}=1\quad ,\quad p_{3}^{a}=1.5\quad ,\quad p_{4}^{a}=1.75\quad ,\quad p_{5}^{a}=1.875\ldots ,\lim _{t\to \infty }p^{a}=2}
Le aspettative razionali suppongono che l'individuo conosce il processo stocastico e allora {\displaystyle p_{t}^{a}=2} per {\displaystyle t=2,3,\ldots }.
In questo caso le aspettative adattive sono un'approssimazione sempre migliore delle aspettative razionali.

## Le verifiche empiriche
I processi stocastici economici non hanno il carattere regolare dei fenomeni astronomici. Ci sono dei numerosi effetti che mascherano la loro struttura. Per esempio, una siccità eccezionale può condurre ad un aumento inatteso del prezzo del grano.
Utilizzando i dati del corso delle azioni e i dividendi, Chow trova che il modello delle aspettative adattive può essere utilizzato per rappresentare l'evoluzione di questi valori tra il 1871 e il 1986.
Le opinioni dei consumatori sul tasso di inflazione o il tasso di disoccupazione possono pure essere utilizzati per un test delle aspettative. Prendendo i sondaggi pubblicati regolarmente dall'università del Michigan, Carroll trova che le aspettative dei consumatori si trovano a mezza strada fra le aspettative adattive e le aspettative razionali.